# Tour de France 2010

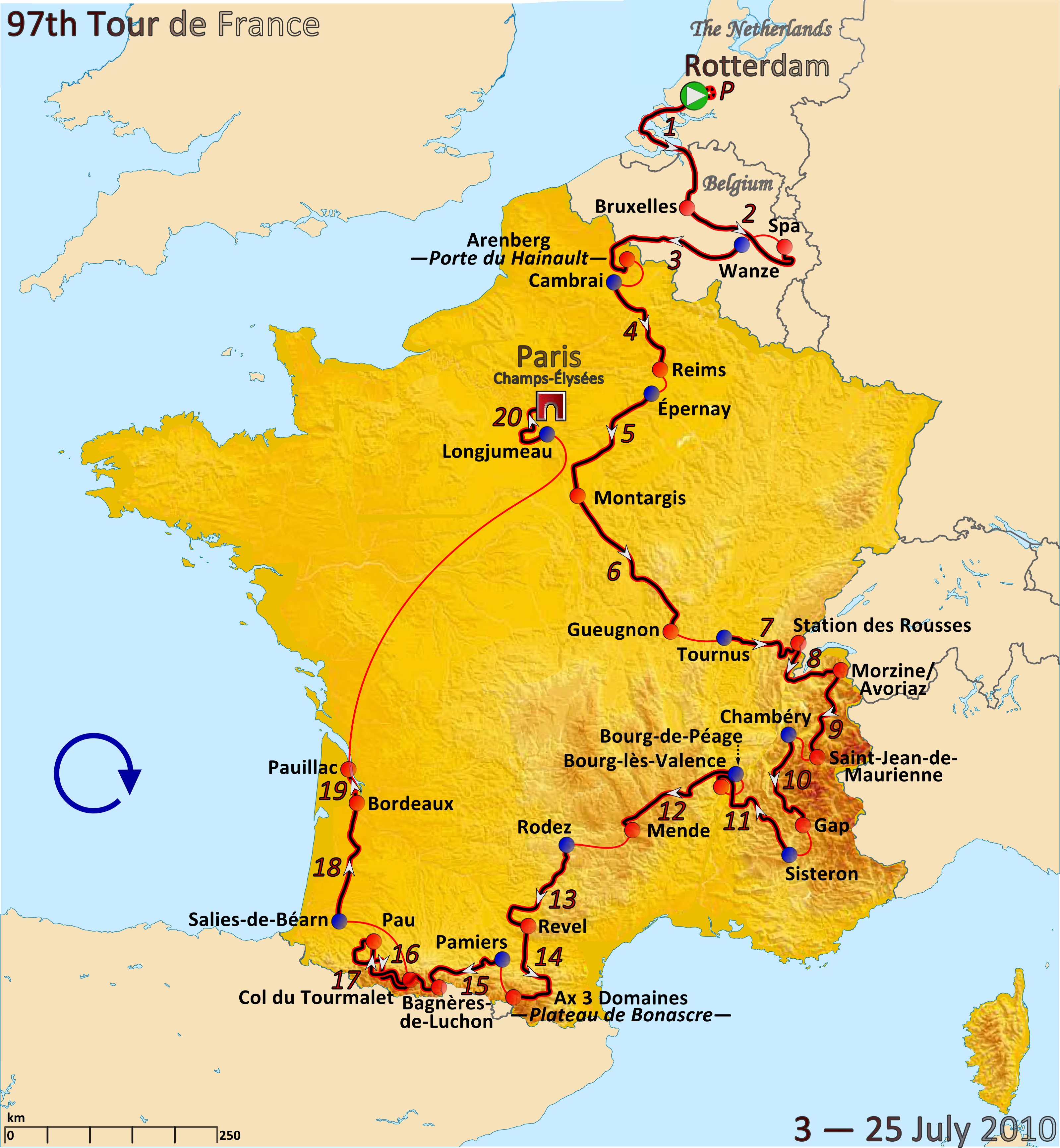
Överblick på etapperna under 2010 års Tour de France.

Tour de France 2010 var den 97:e upplagan av cykeltävlingen Tour de France som inleddes den 3 juli i Rotterdam, Nederländerna och avslutades den 25 juli i Paris på Champs-Élysées. 
Tävlingen vanns inledningsvis av spanjoren Alberto Contador, men avslöjades med det otillåtna preparatet clenbuterol i en dopningskontroll. Contador har hävdat att han fått sig det otillåtna ämnet via förorenat kött. Efter en lång tid av utredningar, frikännande och överklaganden, dömde slutligen Idrottens skiljedomstol i februari 2012 Contador till två års avstängning samt fråntagande av Tour de France-vinsten. Andy Schleck förklarades därför som ny vinnare.

## Etapper
| Etapp              | Datum              | Start               | Mål                       | Km         | Typ        | Typ                    | Etappvinnare               | Totalledare             |
| ------------------ | ------------------ | ------------------- | ------------------------- | ---------- | ---------- | ---------------------- | -------------------------- | ----------------------- |
| Prolog             | 3 juli             | Rotterdam           | Rotterdam                 | 8,9        | Prolog     | Individuellt tempolopp | Fabian Cancellara (SAX)    | Fabian Cancellara (SAX) |
| 1                  | 4 juli             | Rotterdam           | Bryssel                   | 223,5      | Platt      | Platt                  | Alessandro Petacchi (LAM)  | Fabian Cancellara (SAX) |
| 2                  | 5 juli             | Bryssel             | Spa, Belgien              | 201        | Kuperad    | Kuperad                | Sylvain Chavanel (QST)     | Sylvain Chavanel (QST)  |
| 3                  | 6 juli             | Wanze               | Arenberg Porte du Hainaut | 213        | Platt      | Platt                  | Thor Hushovd (CTT)         | Fabian Cancellara (SAX) |
| 4                  | 7 juli             | Cambrai             | Reims                     | 153,5      | Platt      | Platt                  | Alessandro Petacchi (LAM)  | Fabian Cancellara (SAX) |
| 5                  | 8 juli             | Épernay             | Montargis                 | 187,5      | Platt      | Platt                  | Mark Cavendish (THR)       | Fabian Cancellara (SAX) |
| 6                  | 9 juli             | Montargis           | Gueugnon                  | 227,5      | Platt      | Platt                  | Mark Cavendish (THR)       | Fabian Cancellara (SAX) |
| 7                  | 10 juli            | Tournus             | Station des Rousses       | 165,5      | Kuperad    | Kuperad                | Sylvain Chavanel (QST)     | Sylvain Chavanel (QST)  |
| 8                  | 11 juli            | Station des Rousses | Morzine-Avoriaz           | 189        | Bergsetapp | Bergsetapp             | Andy Schleck (SAX)         | Cadel Evans (BMC)       |
| —                  | 12 juli            | Vilodag             | Vilodag                   | Vilodag    | Vilodag    | Vilodag                | Vilodag                    | Vilodag                 |
| 9                  | 13 juli            | Morzine-Avoriaz     | Saint-Jean-de-Maurienne   | 204,5      | Bergsetapp | Bergsetapp             | Sandy Casar (FDJ)          | Andy Schleck (SAX)      |
| 10                 | 14 juli            | Chambéry            | Gap                       | 179        | Kuperad    | Kuperad                | Sérgio Paulinho (RSH)      | Andy Schleck (SAX)      |
| 11                 | 15 juli            | Sisteron            | Bourg lès Valence         | 184,5      | Platt      | Platt                  | Mark Cavendish (THR)       | Andy Schleck (SAX)      |
| 12                 | 16 juli            | Bourg-de-Péage      | Mende                     | 210,5      | Kuperad    | Kuperad                | Joaquím Rodríguez (KAT)    | Andy Schleck (SAX)      |
| 13                 | 17 juli            | Rodez               | Revel                     | 196        | Platt      | Platt                  | Alexander Vinokourov (AST) | Andy Schleck (SAX)      |
| 14                 | 18 juli            | Revel               | AX-3 Domaines             | 184,5      | Bergsetapp | Bergsetapp             | Christophe Riblon (ALM)    | Andy Schleck (SAX)      |
| 15                 | 19 juli            | Pamiers             | Bagnères-de-Luchon        | 187,5      | Bergsetapp | Bergsetapp             | Thomas Voeckler (BBT)      | Alberto Contador (AST)  |
| 16                 | 20 juli            | Bagnères-de-Luchon  | Pau                       | 199,5      | Bergsetapp | Bergsetapp             | Pierrick Fedrigo (BBT)     | Alberto Contador (AST)  |
| —                  | 21 juli            | Vilodag             | Vilodag                   | Vilodag    | Vilodag    | Vilodag                | Vilodag                    | Vilodag                 |
| 17                 | 22 juli            | Pau                 | Col du Tourmalet          | 174        | Bergsetapp | Bergsetapp             | Andy Schleck (SAX)         | Alberto Contador (AST)  |
| 18                 | 23 juli            | Salies-De-Béarn     | Bordeaux                  | 198        | Platt      | Platt                  | Mark Cavendish (THR)       | Alberto Contador (AST)  |
| 19                 | 24 juli            | Bordeaux            | Pauillac                  | 52         | Tempolopp  | Individuellt tempolopp | Fabian Cancellara (SAX)    | Alberto Contador (AST)  |
| 20                 | 25 juli            | Longjumeau          | Paris Champs-Élysées      | 102,5      | Platt      | Platt                  | Mark Cavendish (THR)       | Alberto Contador (AST)  |
| Sammanlagd sträcka | Sammanlagd sträcka | Sammanlagd sträcka  | Sammanlagd sträcka        | 3 641,4 km |            |                        |                            |                         |